# Али паша джамия (Охрид)
Вижте пояснителната страница за други значения на Али паша джамия.
Али паша джамия или Сюлейман паша джамия (на македонска литературна норма: Али Паша џамија; на турски: Ali Paşa Camii, Süleyman Paşa Camii; на албански: Xhamia e Ali Pashës) е средновековен мюсюлмански храм, намиращ се в град Охрид, Северна Македония. Али паша джамия е седалище на Охридското мюфтийство.

## История
Джамията е разположена в Охридската чаршия. За годината на нейното изграждане и за ктитора няма точни данни. На базата на архитектурните особености и простотата на формите, джамията е построена в края на XV или началото на XVI век. Според вакъфнаме от 1491 година, в което се споменават сарай и вакафнамета на Али паша. Вероятно е имало и джамия, носеща името му. В 1823 година в комплекса на джамията е построено медресе, което днес не съществува.
На 22 март 1968 година Али паша джамия е обявена за паметник на културата.

## Архитектура
Основата на Али паша джамия е във формата на квадрат с размери 15 х 15 m. Над квадратната основа се издига осмоъгълен барабан, а над него още един дванадесетостранен барабан, засводен с плитък купол. Преходът е решен с тромпи. Всички страни на харима водят без прекъсване към една-единствена точка в купола, символизираща моничността на Бог. Отдръпнатият купол и тесните прозорци са типични за местната строителна традиция, което говори, че майсторите вероятно са охридчани. Първоначалният трем не е запазен, но следвайки аналогиите с подобни сгради от същия период, вероятно е бил открит трем с три малки купола, подобен на днешния.
Интериорът на джамията се характеризира с единство на пространството, простота на формите и доминация на простора. Михрабът, разположен на югоизточната стена, е с проста форма – вдълбан е в стената, без декоративни елементи и е ограден с плитка профилирана рамка. Минбарът е изработен от камък и единственият орнаментиран обект в интериора. В горната му част има розети и кипариси в плитък релеф. По цялата дължина на югозападната страна е махвилът.
Останките на минарето са разположени в южната част на джамията. То е разрушено през 1912 година по време на Балканската война. Съдейки по размерите на основата му, минарето е било високо и е доминирало чаршията. Строено е от тухли и е в него се е влизало и от трема и от махвила. Евлия Челеби в XVII век казва, че в града има джамия с две минарета. Спомен за второ минаре е запазен и у местното население и следи от него могат да се открият на западната страна. Така Али паша джамия е била сред малкото храмове на Балканите с две минарета.
Джамията е построена от камък и печена тухла.